# Pesti Napló
A Pesti Napló magyarországi politikai napilap volt, mely 1850 márciusa és 1939 októbere között jelent meg, első ízben 1850. március 9-én. Alapítását az 1848–49-es forradalom és szabadságharc utáni két évtized legfontosabb sajtótörténeti eseményeként tartják számon.

## Története

### Alapítója, szerkesztői
A Pesti Naplót Császár Ferenc alapította, aki 1850. június 30-ig kiadó-tulajdonosa is volt a lapnak. Szerkesztői: Szenvey József 1850. július végéig, augusztusban Récsi Emil; szeptember 1-jén a lap vezetése Bánfay Simonra szállt. 1851. szeptember elején Császár Ferenc megszűnt a lap tulajdonosa lenni, kiadását szeptember 9-én ideiglenesen Emich Gusztávra bízták, szerkesztővé pedig Récsi Emil egyetemi tanárt nevezték ki. Récsi azonban gyenge egészségi állapota miatt visszalépett. Emich kérelme és felterjesztése folytán – ki ezalatt a lap tulajdonjogát is véglegesen megnyerte – a kormány által Török Jánost, a jeles publicistát nevezte ki szerkesztőnek, akinek a neve alatt a lap legelőször 1853. február 13-án jelent meg. 1855. április 20-tól ideiglenesen Szenvey József volt a szerkesztő, míg június 22-én Kemény Zsigmond báró lett a felelős szerkesztő, 1858. július 14-től Királyi Pál, 1860. február 28-tól ismét Kemény Zsigmond báró, aki 1869. december 1-jétől 1872-ig főszerkesztő volt, míg a felelős szerkesztői tisztet Urváry Lajosra bízták. 1887 december 1-jétől Ábrányi Kornél volt a felelős szerkesztő 1892. december 18-ig, mikor a lap főszerkesztője lett, és az maradt 1894. április 30-ig. Barna Izidor 1892. december 18-tól 1896. május végéig volt felelős szerkesztő; 1894. november 1-jétől a főszerkesztő Vészi József, és 1896. május végétől a lap társszerkesztője Hevesi József, felelős szerkesztő Braun Sándor. Július 31-től Hevesi József szerkesztette.

### Kiadója

Az Atheneaum szedőterme - cca. 1920

Előbb Eisenfels Rudolf, majd 1850. augusztus 6-tól Eisenfels és Emich. 1852. december 5-től Emich Gusztáv volt a lap egyedüli kiadója, mely 1868. október 1-jén az Athenaeum Irodalmi és Nyomdai Rt. tulajdonába ment át, 1894. április 15-én az Egyesült Hírlapkiadó Vállalat Rt. váltotta magához a lap tulajdonjogát. A kiadóváltás hatására Kaas Ivor, Acsády Ignác és Günther Antal a laptól kiléptek. 1895 október 23-tól a Kosmos Hírlapkiadó Rt. adta ki a alapot.
A Kosmos Rt. a lapvállalat vezetését egy volt katonatisztre bízta, aki katonás rendet akart tartani az ehhez nem szokott munkatársak között. 1896 július végén Vészi József 16 munkatársával együtt – vagy: 18 fő, a teljes szerkesztői gárda – felmondott és átment a Vészi József főszerkesztő irányításával indult új laphoz, a Budapesti Naplóhoz.

### Megjelenése
Megjelent hetenként hatszor este, 1852 októberétől reggel egy-egy, néha másfél íven kis ívrét-alakban, 1853. júliustól nagyobb alakban; 1861-től külön esti kiadással is (ez 1896. július 31-ig kisebb alakú 4-rétben), 1892. december 18-tól a lap a kisebb 4-rét alakot vette fel.

### Nézőpontja, hatása
Deák Ferenc híres Húsvéti cikke, mely meghatározó polémiát indított el a társadalomban, ami végül a kiegyezésig vezetett, 1865. április 16-án szintén a Pesti Naplóban jelent meg

### A 20. században

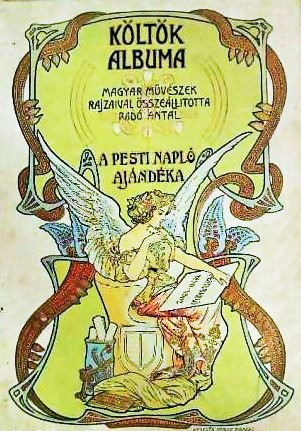
Egy ajándékkönyve

1901-ben a lapot (a részvények többségét) Surányi József tehetős vállalkozó vásárolta meg. Ábrányi Kornél – rövid ideig ismét főszerkesztő – mellett előbb „főmunkatárs”, majd pedig főszerkesztő lett. Az ő idejében került a laphoz Miklós Andor, aki 1910-ben elhagyta a Pesti Naplót (elbocsátották), és vele ment a szerkesztőség néhány munkatársa is, amikor megalapította Az Est című lapot. A Pesti Naplónál tört ki 1911-ben az első és sokáig egyetlen újságírósztrájk, mely sikerrel fejeződött be: a laptulajdonos-főszerkesztő megadta a kért fizetésemelést.
1917-ben Surányi Józseftől a lapot a Hatvany-Deutsch cég vásárolta meg. Hatvany Lajos baloldali és irodalmi jellegű lappá alakította, de a Tanácsköztársaság idején a többi polgári újsággal együtt ezt is betiltották. 1919. szeptember 28-án jelent meg újra, első oldalán üresen, mert a cikkeket a cenzúra törölte. Hatvany Bécsbe emigrált és a megszűnés elé néző Pesti Naplót ingyen átadta Mester Sándor felelős szerkesztőnek és Szegő Elemér rovatvezetőnek, akik gyakorlailag közvetítőnek bizonyultak: életjáradékért továbbadták a tulajdonjogot Miklós Andornak (1920). A Pesti Napló mint Az Est Lapok reggelente megjelenő napilapja élt tovább. (Az Est délben, a lapkonszern harmadik tagja, a Magyarország este jelent meg).
1933 decemberében Miklós Andor meghalt, végrendeletében színésznő-feleségére hagyta a vállalatot és vagyonát. Gombaszögi Frida ekkor visszavonult a színpadtól és átvette a cég irányítását, 1934. november 18-án iktatták be a három Az Est-lap rt. elnöki székébe. 1939-ben az állam az Athenaeum Rt.-t és az Est-lapokat is elvette tőle, és a nagy múltú Pesti Napló megjelentetését ugyanebben az évben beszüntették.